# Ronde van Polen 2003
De Ronde van Polen 2003 (Pools: Wyścig Dookoła Polski 2003) werd verreden van maandag 8 september tot en met zondag 14 september in Polen. Het was de 60ste editie van de rittenkoers, die in 2005 deel ging uitmaken van de UCI Europe Tour (categorie 2.1). De ronde telde acht etappes, en werd afgesloten met een individuele tijdrit over 19 kilometer. Titelverdediger was de Fransman Laurent Brochard.

## Klassementsleiders
| Etappe    | Algemeen          | Punten          | Berg              | Tussensprint      | Combinatie        |
| 1         | Simone Cadamuro   | Simone Cadamuro | Mark Scanlon      | Kazimierz Stafiej | Mark Scanlon      |
| 2         | Janek Tombak      | Janek Tombak    | Mark Scanlon      | Kazimierz Stafiej | Mark Scanlon      |
| 3         | Simone Cadamuro   | Simone Cadamuro | Kazimierz Stafiej | Kazimierz Stafiej | Kazimierz Stafiej |
| 4         | Sébastien Hinault | Simone Cadamuro | Kazimierz Stafiej | Kazimierz Stafiej | Kazimierz Stafiej |
| 5         | Sébastien Hinault | Simone Cadamuro | Dave Bruylandts   | Kazimierz Stafiej | Kazimierz Stafiej |
| 6         | Cezary Zamana     | Jon Bru         | Koldo Gil Pérez   | Kazimierz Stafiej | Kazimierz Stafiej |
| 7         | Cezary Zamana     | Jon Bru         | Koldo Gil Pérez   | Kazimierz Stafiej | Nuno Ribeiro      |
| 8         | Cezary Zamana     | Jon Bru         | Nuno Ribeiro      | Kazimierz Stafiej | Nuno Ribeiro      |
| Eindstand | Cezary Zamana     | Jon Bru         | Nuno Ribeiro      | Kazimierz Stafiej | Nuno Ribeiro      |

## Etappe-uitslagen

### 1e etappe
| Gdańsk – Gdynia (168,5 km) |                 |                  |          |
| Plaats                     | Naam            | Ploeg            | Tijd     |
| Winnaar                    | Simone Cadamuro | De Nardi-Colpack | 3u58'59" |
| 2                          | Janek Tombak    | Cofidis          | z.t.     |
| 3                          | Jon Bru         | LA-Pecol         | z.t.     |

### 2e etappe
| Tczew – Olsztyn (202 km) |                    |                    |          |
| Plaats                   | Naam               | Ploeg              | Tijd     |
| Winnaar                  | Fabio Baldato      | Alessio            | 4u34'49" |
| 2                        | Janek Tombak       | Cofidis            | z.t.     |
| 3                        | Marcin Lewandowski | Action-nVidia-Mróz | z.t.     |

### 3e etappe
| Ostróda – Bydgoszcz (204 km) |                       |                       |          |
| Plaats                       | Naam                  | Ploeg                 | Tijd     |
| Winnaar                      | Daniele Bennati       | Domina Vacanze        | 4u38'51" |
| 2                            | Grzegorz Żołędziowski | Legia Bazyliszek      | z.t.     |
| 3                            | Mauricio Ardila       | Marlux-Wincor-Nixdorf | z.t.     |

### 4e etappe
| Inowrocław – Kalisz (183 km) |                   |                    |          |
| Plaats                       | Naam              | Ploeg              | Tijd     |
| Winnaar                      | Sébastien Hinault | Crédit Agricole    | 4u07'02" |
| 2                            | Kazimierz Stafiej | Action-nVidia-Mróz | z.t.     |
| 3                            | Marcin Sapa       | Mikomax-Browar     | z.t.     |

### 5e etappe
| Oleśnica – Szklarska Poręba (229 km) |                 |                    |          |
| Plaats                               | Naam            | Ploeg              | Tijd     |
| Winnaar                              | Ruggero Marzoli | Alessio            | 5u34'27" |
| 2                                    | Jon Bru         | LA-Pecol           | z.t.     |
| 3                                    | Cezary Zamana   | Action-nVidia-Mróz | z.t.     |

### 6e etappe
| Piechowice – Karpacz (166,5 km) |                  |                    |          |
| Plaats                          | Naam             | Ploeg              | Tijd     |
| Winnaar                         | Cezary Zamana    | Action-nVidia-Mróz | 4u39'11" |
| 2                               | Laurent Brochard | Ag2r Prévoyance    | +00' 40" |
| 3                               | Andrea Noè       | Alessio            | z.t.     |

### 7e etappe
| Jelenia Góra – Karpacz (61 km) |                  |                    |          |
| Plaats                         | Naam             | Ploeg              | Tijd     |
| Winnaar                        | Hayden Roulston  | Cofidis            | 1u38'49" |
| 2                              | Cezary Zamana    | Action-nVidia-Mróz | +00' 02" |
| 3                              | Radosław Romanik | CCC Polsat         | z.t.     |

### 8e etappe
| Jelenia Góra – Karpacz (individuele tijdrit over 19 km) |                  |                    |          |
| Plaats                                                  | Naam             | Ploeg              | Tijd     |
| Winnaar                                                 | Alberto Contador | ONCE               | 0u30'29" |
| 2                                                       | Cezary Zamana    | Action-nVidia-Mróz | +00' 19" |
| 3                                                       | Andrea Noè       | Alessio            | +00' 43" |

## Eindklassementen
| Plaats    | Naam              | Ploeg                 | Tijd      |
| --------- | ----------------- | --------------------- | --------- |
| Gele trui | Cezary Zamana     | Action-nVidia-Mróz    | 29u46'11" |
| 2         | Andrea Noè        | Alessio               | +01' 12"  |
| 3         | Dave Bruylandts   | Marlux-Wincor-Nixdorf | +01' 46"  |
| 4         | Laurent Brochard  | Ag2r Prévoyance       | +01' 51"  |
| 5         | Marek Rutkiewicz  | Cofidis               | +02' 00"  |
| 6         | Andrei Zintchenko | LA-Pecol              | +02' 50"  |
| 7         | Jon Bru           | LA-Pecol              | +03' 12"  |
| 8         | Zbigniew Piątek   | Action-nVidia-Mróz    | +03' 19"  |
| 9         | Tomasz Brożyna    | CCC Polsat            | +03' 57"  |
| 10        | Piotr Przydział   | CCC Polsat            | +04' 16"  |

| Plaats      | Naam             | Ploeg              | Punten |
| ----------- | ---------------- | ------------------ | ------ |
| Groene trui | Jon Bru          | LA-Pecol           | 89     |
| 2           | Laurent Brochard | Ag2r Prévoyance    | 87     |
| 3           | Cezary Zamana    | Action-nVidia-Mróz | 82     |

| Plaats      | Naam            | Ploeg      | Punten |
| ----------- | --------------- | ---------- | ------ |
| Paarse trui | Nuno Ribeiro    | LA-Pecol   | 43     |
| 2           | Koldo Gil       | ONCE       | 40     |
| 3           | Piotr Przydział | CCC Polsat | 17     |

| Plaats    | Naam              | Ploeg              | Punten |
| --------- | ----------------- | ------------------ | ------ |
| Rode trui | Kazimierz Stafiej | Action-nVidia-Mróz | 17     |
| 2         | Marcin Sapa       | Mikomax-Browar     | 14     |
| 3         | Marek Galiński    | CCC Polsat         | 5      |

| Plaats      | Naam              | Ploeg              | Punten |
| ----------- | ----------------- | ------------------ | ------ |
| Oranje trui | Nuno Ribeiro      | LA-Pecol           | 45     |
| 2           | Koldo Gil         | ONCE               | 40     |
| 3           | Kazimierz Stafiej | Action-nVidia-Mróz | 28     |

| Plaats     | Naam             | Ploeg              | Tijd      |
| ---------- | ---------------- | ------------------ | --------- |
| Witte trui | Cezary Zamana    | Action-nVidia-Mróz | 29u46'11" |
| 2          | Marek Rutkiewicz | Cofidis            | +02' 00"  |
| 3          | Zbigniew Piątek  | Action-nVidia-Mróz | +03' 19"  |

| Plaats | Ploeg      | Tijd      |
| ------ | ---------- | --------- |
|        | LA-Pecol   | 89u28'41" |
| 2      | CCC-Polsat | +05' 29"  |
| 3      | Alessio    | +11' 36"  |

Mannen: 1928 · 
1929 · 
1930-1932 · 
1933 · 
1934-1936 · 
1937 · 
1938 · 
1939 · 
1940-1946 · 
1947 · 
1948 · 
1949 · 
1950-1951 · 
1952 · 
1953 · 
1954 · 
1955 · 
1956 · 
1957 · 
1958 · 
1959 · 
1960 · 
1961 · 
1962 · 
1963 · 
1964 · 
1965 · 
1966 · 
1967 · 
1968 · 
1969 · 
1970 · 
1971 · 
1972 · 
1973 · 
1974 · 
1975 · 
1976 · 
1977 · 
1978 · 
1979 · 
1980 · 
1981 · 
1982 · 
1983 · 
1984 · 
1985 · 
1986 · 
1987 · 
1988 · 
1989 · 
1990 · 
1991 · 
1992 · 
1993 · 
1994 · 
1995 · 
1996 · 
1997 · 
1998 · 
1999 · 
2000 · 
2001 · 
2002 · 
2003 · 
2004 · 
2005 · 
2006 · 
2007 · 
2008 · 
2009 ·
2010 ·
2011 ·
2012 ·
2013 ·
2014 ·
2015 ·
2016 ·
2017 ·
2018 ·
2019 ·
2020 · 2021 · 2022 · 2023 · 2024
Vrouwen: 1998 · 1999 · 2000 · 2001 · 2002 · 2003 · 2004 · 2005 · 2006 · 2007 · 2008 · 2009-2015 · 2016 · 2017-2023 · 2024 · 2025